# 아세토락트산
아세토락트산(영어: acetolactic acid) 또는 아세토젖산은 가지사슬 아미노산인 발린과 류신의 생합성에서의 전구체이다. 아세토락트산은 아세토락트산 생성효소에 의해 두 분자의 피루브산으로부터 생성된다. 아세토락트산은 또한 아세토락트산 탈카복실화효소에 의해 탈카복실화되어 아세토인을 생성할 수 있다.

## 같이 보기
- 피루브산